# Partit Innovador Constitucional
El Partit Innovador Constitucional (立憲革新党, Rikken-Kakushin-tō) fou un partit polític del Japó. El partit representava un punt mitjà i ambigu entre les formacions polítiques de la Coalició Democràtica (民党, mintō) i la Coalició Oficialista (吏党, ritō).
El PIC fou fundat el maig de 1894 com a resultat de la unió del Club Aliança (CA) i el Club dels Camarades (CC), els quals havien tret per separat 42 representants a les eleccions de març de 1894, restant només 40 representant al moment de la fusió dels dos partits. Cinc membres del partit s'escindiren poc després per a crear el Partit Progressista de Chūgoku (PPC).
A les eleccions de setembre de 1894, el PIC va aconseguir 39 representants. El febrer de 1896, el partit es fussionà amb el Partit Reformista Constitucional (PRC), el PPC, el Grup Imperial d'Innovació Financera (GIIF) i alguns polítics independents per a formar el Partit Progressista (PP).